# قسم كوهمرة خامي الريفي (مقاطعة باشت)
قسم كوهمرة خامي الريفي (بالفارسية: دهستان کوهمره خامی) هي منطقة ريفية تقع في إيران في كهكيلويه وبوير أحمد. يقدر عدد سكانها بـ 4,295 نسمة .